# 六四事件中的陕西省
1989年春夏之交，中华人民共和国爆发全国性抗议运动，史称六四事件或八九民运，中国官方称1989年春夏之交的政治风波。期间陕西省各地也有抗议、游行、罢课、集会及其他政治表达行为。这些活动多由学生、工人主导，也包含市民等群体发起，与全国范围内的抗议相呼应。陝西最大規模的示威發生在省會西安，其他城市，如漢中、安康、延安、寶雞、咸陽等地均有不同程度的響應。其中4月22-23日發生在西安的省政府的暴力示威和騷亂，導致政府機關被衝擊、焚燒，並成為著名的四二六社論的導火索之一。

## 西安
西安的遊行示威集中在新城廣場和陝西省政府大樓等地。4月22-23日發生在陝西省政府的暴力示威和騷亂，導致政府機關被衝擊、焚燒，並成為著名的四二六社論的導火索之一。

## 其他縣市
5月3日下午，宝鸡师范学院的400名学生，打着“民主万岁”、“自由万岁”的横幅上街游行。5月4日，寶雞、咸陽發生小規模的学生遊行，響應同日全国的五四大游行。
5月15日上午，延安大学2000多名学生在延安市内主要街道游行，呼喊“声援北京学生行动”、“要民主、要自由”，“发扬延安民主精神”等口号。11时，隊伍冲入延安地区行署大院，要求领导对話，游行学生向中共延安地委交了请愿书，经談判交涉後游行学生于下午四时半返校。中午，汉中的陕西工学院800余名学生在汉中市打着“声援绝食”的横幅，上街游行示威，在行署机关大门前贴标语，行署有关方面负责人听取了学生代表意见。5月17日，汉中师范学院千余名学生上街声援北京学生绝食活动，3名学生代表向当局递交了“关于声援北京学生绝食的声明书”。
5月18日，咸阳、渭南、延安、汉中、商洛、榆林六地、市的32所高校、4所中学、2家工厂共20000万余人上街游行。上午10 时,陕西工学院、汉中师范学院、汉中教育学院等学校、单位的学生、职工约1万人,在汉中市街头游行、讲演和募捐,陕西工学院少量学生在北街口和行署门前静坐。当晚7时半有学生乘“309”次火车赴北京声援。5月19日,汉中地区几所高等、中专、技工学校师生千余人继续上街游行声援北京学生的绝食请愿行动。
5月17日至19日，在北京、西安局勢的影响下，安康城区9所大中专院校和中学生约5000余人，先后16次上街游行,到地委、行署请愿、声援北京學生。汉中师院的200名学生也到安康串连，上街游行募捐、集资，要求乘车赴京请愿。安康城区街头出现了大字报、漫画等。安康地市公安机关出动警力300余人,保卫党政机关和要害部门安全。
运动期间，宝鸡县支持学运的人士在街头张帖小字报，散布支持北京学运的言论。官方指有181人“传播谣言,散发传单,张贴大小字报和标语达122张”。汉中地区的学生活动持续到六四镇压后被制止。

## 后续
6月10日，西安市政府發出第四號、第五號通告,明令取締「西安工人民主聯合自治會」、市民「請願團」、「聲援團」、「討血團」、「敢死隊」、及「工人糾察隊」等民運組織。11日，又發出第七號通告,明令取締「陝西省高校學生自治聯合會」及其在各高等院校的所屬組織。西安公安抓獲六名「敢死隊」领头人,分別爲劉曉堯、朱琳、于雲剛、李濤、龐小斌、王建軍。迄6月11日,西安公安已取締陝西「高自聯」、西安「工自聯」等七個民運組織,抓獲48名民運分子。6月12日,參加「市民聲援團」和「市民糾察隊」的卜某向西安市蓮湖公安分局投案自首。
被中国公安部通缉的北高联常委周锋锁在事后回到老家西安，并居住在西郊三桥的哥哥家。其姐姐周引荣、姐夫杨易波看到电视播出的通缉令后报告了单位，单位领导当即报告西安公安。6月13日，周鋒鎖在其兄家被灞橋分局鹿原派出所幹警抓獲。「市民聲援團」骨幹楊某、宋某同日亦向西安電視台投案自首。
6月14日,西安治安聯防隊員抓獲北京工自聯骨幹賀群印、尤建齊二人。6月16日，陝西日報报导西安市碑林公安分局自「四二二」以來在該區共抓獲38名民運分子。6月19日，中共陝西省委辦公廳、陝西省政府辦公廳公佈《關於西安『四・二二』事件真相的通報》，指「四二二」事件目前已逮捕57人。北京工自聯骨幹分子李寶勤被子洲縣公安局抓獲。6月20日,武功縣公安局破獲「中國中央委員會」民運組織，抓獲首腦任正言,主犯宋玉杰、田良俊、李志德、鄭建雲及其他全部骨幹成員。
6月22日，陝西日報报导民運分子高峰已被群衆扭送西安市公安碑林分局，报导指其“冒充記者混進學生隊伍傳播謠言”。24日，陝西日報报导寶雞市公安抓獲三名聚衆打砸寶雞日報社的人士。7月16日，陝西日報报导西安公安於7月13至15日設卡抓獲參與运动的人士37人。7月18日，陝西日報报导金陽縣檢察院批准逮捕了民運組織「熙朝組建委員會」领导者雷錄奇、高振宗、雷俊昌。21日,西安公安新城分局抓獲參加西安「四二二」事件的曹文生。8月16日,西安中級法院和新城、灞橋、雁塔區法院公開對「四二二」事件中部分参与者作出一審判決，分別爲芮朝陽無期徒刑;張兵兵有有期徒刑16年,范長江12年;王尊寧 、蕭三峰、趙君安、 孫朝輝4年和3年;李軍、栗澤華免於刑事處分。新華社报道“平息北京反革命暴亂英模事跡報告團”六個分團分赴包括西安在内的各地開展宣講工作。
直到10月，西安市各大專院校仍流傳署名「民主中國陣線」「告國民書」的傳單，內容批評官僚作風造成貧窮腐敗，呼籲人民爭取民主自由。西北大学学生张明、许剑雄、孙正刚、和华、张红旗和王磊在六四之后，与西安其他三所大学学生筹划、组建政治性社团“民主沙龙”，并准备成立“西北青年民主救国委员会”，被公安部列为大案。他们被捕后被以“反革命集团罪”判处有期徒刑1年到10年不等。当局指其计划“争取成为合法组织，最终与执政党分庭抗争”，并草拟发展组织成员的“志愿书”，起草《临时章程》，制作了该组织的旗帜，又在学校张贴小字报攻击六四镇压，打印其纲领四处张贴。
官方数据指，陕西共取締各種“非法組織”26個；13名“非法組織成員到公安機關登記或自首”；拘捕“非法組織成員”41人、各類“打砸搶動亂分子”213人。破獲三起“反革命集團案”。而西安地區在运动期間，企業總計損失四千萬元人民幣工業產值。

## 另見
- 六四事件
- 1989年中華人民共和國抗議地區列表